# Adam Senßfelder
Johann Adam Senßfelder (auch Senssfelder) (* 15. Mai 1848 in Büttelborn; † 11. Juli 1924 ebenda) war ein hessischer Landwirt und Politiker (HBB) und Abgeordneter der 2. Kammer der Landstände des Großherzogtums Hessen.
Adam Senßfelder war der Sohn des Johann Peter Senßfelder und dessen Ehefrau Elisabethe Margaretha, geborene Müller. Senßfelder, der evangelischen Glaubens war, war Landwirt in Büttelborn und heiratete Elisabeth geborene Schilling.
1883 bis 1919 war er Bürgermeister von Büttelborn. Er war Mitglied von Kreistag und Kreisausschuss und Vorsitzender des Aufsichtsrates der Bezirkssparkasse. Von 1902 bis 1918 gehörte er der Zweiten Kammer der Landstände an. Er wurde in der 32. bis 34. Wahlperiode für den Wahlbezirk Starkenburg 13/Groß-Gerau gewählt. Bei der Wiederwahl in der 35. und 36. Wahlperiode trug der Wahlkreis die Nummer 14.